# تئوفیلو بتنکورت پریرا
تئوفیلو بتنکورت پریرا (انگلیسی: Teóphilo Bettencourt Pereira؛ ۱۱ آوریل ۱۹۰۰ – ۱۰ آوریل ۱۹۸۸) یک بازیکن فوتبال اهل برزیل بود.
وی همچنین در تیم ملی فوتبال برزیل بازی کرده‌است.